# Campionati africani di lotta 1993
I campionati africani di lotta 1993 sono stati l'11ª edizione della manifestazione continentale organizzata dalla FILA. Si sono svolti nell'ottobre 1993 a Pretoria in Sudafrica.

## Podi

### Uomini

#### Lotta libera
| Evento   | Oro                          | Argento                        | Bronzo                           |
| 48 kg    | Isaac Jacob Nigeria          | Omar Kedjaouar Algeria         | Herizo Rakotondramasy Madagascar |
| 52 kg    | Stephan Pretorius Sudafrica  | Hattem Romdhani Tunisia        | Joe Oziti Nigeria                |
| 57 kg    | Tebe Dorgu Nigeria           | Tarek I. Abdel-Rahman Egitto   | Saler Allers Sudafrica           |
| 62 kg    | Igali Baraladei Nigeria      | Tjonkie van Rensburg Sudafrica | Faouzi Kharrazi Tunisia          |
| 68 kg    | Ibo Oziti Nigeria            | Hafiz Sabir Egitto             | Wiehan Lesch Sudafrica           |
| 74 kg    | Esmal El Kodary Egitto       | Ian du Toit Sudafrica          | Okpamen Eghobamien Nigeria       |
| 82 kg    | Okpuro Enekpedekumoh Nigeria | Marius Vogues Sudafrica        | Oumar NGom Senegal               |
| 90 kg    | Victor Kodei Nigeria         | Alioune Diouf Senegal          | Ayari Ehoukri Tunisia            |
| 100 kg   | Kamal Abdo Ali Egitto        | Christian Iloanusi Nigeria     | Jean Youmbi Camerun              |
| + 100 kg | Jackson Bidei Nigeria        | Mor Wade Senegal               | Omrane Ayari Tunisia             |

#### Lotta greco-romana
| Evento   | Oro                         | Argento                             | Bronzo                          |
| 48 kg    | Kamal Nefissi Tunisia       | Mohamed Abu-Richa Marocco           | Yacine Heriou Algeria           |
| 52 kg    | Tabibi Godswill Nigeria     | Salih Nabil Tunisia                 | John J. Faul Sudafrica          |
| 57 kg    | Nanaa Abderrahmaine Marocco | Tarek Ibrahim Add el-Rahman Egitto  | Brian Coats Sudafrica           |
| 62 kg    | Ahmed M. Kamel Egitto       | Faouzi Kharrazi Tunisia             | Igali Baraladei Nigeria         |
| 68 kg    | Bendjedaa Naabuuz Algeria   | Ayari Lotfi Tunisia                 | Abdel Latif Mohamed Deif Egitto |
| 74 kg    | Mohamed Hada Marocco        | Moustafa Hamed Houssam Eldin Egitto | Gideon Malherbe Sudafrica       |
| 82 kg    | Mohy Aldin Ramadan Egitto   | Barthelmy Nto Camerun               | Willem Putter Sudafrica         |
| 90 kg    | Moustafa Ramadan Egitto     | Abdel Aziz Essafoui Marocco         | Dawid Jacobs Sudafrica          |
| 100 kg   | Kamal Abdo Ali Egitto       | Ben Abdelaziz Riad Tunisia          | Anthony Jerome Nigeria          |
| + 100 kg | Omrane Ayari Tunisia        | El Kheir Abo Egitto                 | Riaan van Bentheim Sudafrica    |

## Medagliere
La nazione ospitante è evidenziata.
| Pos.   | Paese      | Oro | Argento | Bronzo | Totale |
| ------ | ---------- | --- | ------- | ------ | ------ |
| 1      | Nigeria    | 8   | 1       | 4      | 13     |
| 2      | Egitto     | 6   | 5       | 1      | 12     |
| 3      | Tunisia    | 2   | 5       | 3      | 10     |
| 4      | Marocco    | 2   | 2       | 0      | 4      |
| 5      | Sudafrica  | 1   | 3       | 8      | 12     |
| 6      | Algeria    | 1   | 1       | 1      | 3      |
| 7      | Senegal    | 0   | 2       | 1      | 3      |
| 8      | Camerun    | 0   | 1       | 1      | 2      |
| 9      | Madagascar | 0   | 0       | 1      | 1      |
| Totale | Totale     | 20  | 20      | 20     | 60     |